# 하동 백련리 도요지
하동 백련리 도요지(河東 白蓮里 陶窯址)는 대한민국 경상남도 하동군 진교면 백련리에 있는, 자기나 기와, 그릇들을 만들어 굽던 가마터이다. 1974년 12월 28일 경상남도의 기념물 제24호 백련리 도요지로 지정되었다가, 2018년 12월 20일 현재의 명칭으로 변경되었다.

## 개요
요지는 자기나 기와, 그릇들을 만들어 굽던 가마터를 말한다.
백련리 사기마을과 마을 뒷산에 4개의 가마터가 있는데, 이중 1개는 통일신라시대의 것이며, 나머지 3개는 분청사기와 백자를 굽던 조선시대의 것이다. 임진왜란 때 일본인들이 이곳의 가마를 파괴하고 도공들을 납치해 갔다고 전해진다.
이곳에서 출토되는 그릇의 종류는 대접, 접시, 사발, 병, 항아리, 장군, 잔 등 다양하며, 주로 생활용 그릇들을 굽던 곳으로 보인다. 도자기를 만드는 바탕흙인 태토는 회색인데 모래 같은 불순물들이 많이 섞여 있으며, 거칠고 어두운 회청색을 띤 유약을 두껍게 칠하였다. 특히 주목되는 것은 일본에서 찻잔으로 유명한 정호다완(井戶茶碗)의 특징과 비슷한 도자기 조각이 적지 않게 발견되고 있다는 점이다.
백련리 가마터는 16세기말이나 17세기초의 것으로 추정되며, 창원 두둥리 가마터와 함께 임진왜란 때 우리 도공들을 납치하여 생산한 정호다완의 기원을 밝히는데 중요한 유적이다.

## 참고 문헌
- 백련리도요지 - 국가유산청 국가유산포털